# آرتور شورلت
آرتور شورلت (انگلیسی: Arthur Chevrolet; ۲۵ آوریل ۱۸۸۴ – ۱۶ آوریل ۱۹۴۶) راننده خودروی مسابقه‌ای، صنعتگر و اهالی کسب‌وکار اهل ایالات متحده آمریکا بود.